# Bảo tàng Dược phẩm Antonina Leśniewska
Bảo tàng Dược phẩm Antonina Leśniewska (tiếng Ba Lan: Muzeum Farmacji im. mgr Antoniny Leśniewskiej) là một trong những bảo tàng ở thủ đô Warsaw của Ba Lan. Bảo tàng đang trưng bày khoảng 2.500 hiện vật có liên quan đến ngành dược phẩm trong dòng lịch sử ở thủ đô Warsaw nói riêng và Ba Lan nói chung.

## Lịch sử
Bảo tàng được thành lập theo sáng kiến của tiến sĩ Kazimierz Radecki vào năm 1985. Từ năm 2002, bảo tàng trở thành một chi nhánh của Bảo tàng Warsaw. Bảo tàng được đặt theo tên nữ doanh nhân Antonina Leśniewska (1866–1937), người sáng lập hiệu thuốc đầu tiên trên thế giới chỉ tuyển dụng nhân viên là phụ nữ. Bà đã đấu tranh thành công cho nữ giới giành được quyền tiếp cận giáo dục đại học về ngành dược phẩm.